# Paratarsotomus sabulosus
Paratarsotomus sabulosus är en spindeldjursart som först beskrevs av Berlese 1885. Paratarsotomus sabulosus ingår i släktet Paratarsotomus, och familjen Erythracaridae. Arten är reproducerande i Sverige.